# Strmec pri Svetem Florijanu
Strmec pri Svetem Florijanu je naselje v Občini Rogaška Slatina.